# 予定価格論
予定価格論（よていかかくろん、英: Successful bid limit price theory）は、予定価格に関する論考。
政府調達における予定価格の算定に関する基礎理論と呼ばれ、法政大学名誉教授武藤博己の門下、鈴木良祐（公共政策学博士）の提唱する公共政策の調達改革に関する実践的理論である。この理論の登場により、従来の契約代金決定のあり方や業者選定のあり方に対する考えは、大きく合理性を欠くことになり、根本から見直さざるを得なくなっている。
詳しくは、参考文献（鈴木、2021年）にて説明されている。

## 予定価格の役割
予定価格は、府省庁、地方公共団体、独立行政法人が企業などと有償契約を取り交わすにあたって、契約代金を決定する競争入札や商議を行う前段階で支出負担行為担当官等が決定する落札基準額である。すなわち、支出負担行為担当官等がこの金額以下（あるいは以上）であれば、契約しても問題ないと判断した金額である。
たとえば、Aという製品を取得するという契約であれば、予定価格以下の金額で企業が応札すれば、契約担当職員は落札したと判定できるものの、１円でも上回れば落札とは判定できない。つまり予定価格が設定されることで、担当職員の裁量で自由に契約金額を決めることができないのである。

## 予定価格論の概説と背景
府省庁、地方公共団体、独立行政法人などが、民間企業との間で取り交わす契約には、機会の公平性や手続の公正性が求められるが、以前から入札談合、予定価格の漏洩、契約を巡っての贈収賄事件といった官民の契約に係るスキャンダルが多発し、問題視されていた。こういったスキャンダルに対し、これまで多くの学識経験者が提供してきた学説では、契約方式や予定価格の算定方法の見直し、担当職員に対する教育態勢の強化といったものが扱われてきたが、いずれも有効であるとは言い難く、説得力の乏しいものが多かった。
官公庁の司る多くの事業は、事業の掘り起こしの時点から、官民の間で密接な情報交換が行われ、それぞれの持てる力を合わせて事業検討がなされているのは周知の事実である。しかも、その間、事業獲得を巡って、複数の企業の間では激しい競争、鍔迫り合いが繰り広げられる場合も多いという。この事実に目を背けていては、到底、有効な調達改革は実現できないというのが、予定価格論の根本にある。

## 予定価格論の狙い
事業の実現性研究がなされ、実現性に目処が立てば、予算要求が行われる。予算が認められれば、要求仕様が確定し、それに伴って予定価格が算定され、競争入札や商議が行われ、契約に至る訳であるが、主権者である国民や官公庁から注文を貰おうとする企業からすれば、契約機会の公平性や業者選定に関する手続の公正性が確保され、適正な価格で契約して欲しいと願っているだろう。行政に帰属する職員からすれば、主権者であり、納税者でもある彼らの思いを斟酌して、彼らにとってより良い調達の実現を図りたいに違いない。
予算要求の金額は、官公庁の職員が天井を向いて算出したものではなく、過去の契約実績や特定の企業が提供する見積書の計上値が基礎となっている。落札基準である予定価格も担当職員が天井を向いて算定したものではなく、過去の契約実績や何らかの基準で選ばれた特定の企業の提供する見積書の計上値を基礎としているのである。
予定価格論では、入札を業者選定や契約代金の決定の中心に置いておらず、企業の提供する見積書を官公庁がどのように評価するかを理論の柱にしている。見積書は比較的低価格で単機能の既製品（たとえば、割り箸や文具類、トイレットペーパーなど市場価格調査が容易であるもの）を除いて、契約を履行する上で将来消費する費用を合理的に予測したものである。そして見積を設計の一つであると考えれば、見積書は基本設計での将来目標を、将来消費する金額に置き換えたものであるとなる。
官公庁が適切な基本設計を望むのであれば、設計に費やす作業や部材等の発注先との間の価格・納期調査を考えると、十分な見積準備期間を必要となる。そうなれば、入札公告や企業への仕様書提供時期と見積書の提出時期に十分な期間を設けるか、事業検討や予算要求の段階から、要求の検討状況を企業にアナウンスしておくことが必要となる。そして契約担当を希望する業者の見積書の内容がどのような水準にあるのか、見積書どおりに契約が履行される保証があるのかを官公庁の職員が見極め、様々な観点で最も優れた見積書を提供した（より良い技術検討がなされた）企業が契約担当企業に選ばれ、その企業との間で折り合いのつく金額で契約するという随意契約の締結が基本的な考えとなっていくはずである。
予定価格論では、官公庁の職員で見積書を評価すること自体が難しく、関連する設計の豊富な経験を有するとともに、組織のしがらみや惰性に縛られない専門家の力が必要であるとしている。そのため、予定価格案を算出することを専業とする独立行政法人を組成することを提唱している。こうした手立てを講じることで、企業に対する公平・公正な受注機会の提供と適正価格による契約を実現できるとしている。

## 用語
- 予算決算及び会計令
- 私的独占の禁止及び公正取引の確保に関する法律